# Giovanni Gronchi
Giovanni Gronchi, född 10 september 1887 i Pontedera, död 17 oktober 1978 i Rom, var Italiens president från 1955 till 1962.
Gronchi var 1919 en av grundarna av Partito Populare. Han valdes in som representant för Pisa till italienska underhuset 1919 och 1921.